# Homo antecessor
Homo antecessor är en förhistorisk art av människa (eller underart) daterad till mellan 1,2 miljoner och 0,8 miljoner år gammal och upptäcktes av Eudald Carbonell, Juan Luis Arsuaga och José M. Bermúdez de Castro. Homo antecessor är en av de tidigaste kända människoarterna i Europa. Artens status och evolutionära ställning är oklar och omstridd. Skilda  arkeologer och  antropologer har diskuterat hur Homo antecessor är relaterad till andra  Homo-arter i Europa.
Det bäst bevarade fossilet är en överkäke som tillhörde en cirka 10-årig individ funnen i Atapuercaregionen i Spanien. Baserat på palaeomagnetiska mätningar, tros den vara äldre än 780 000-857 000 år. Den genomsnittsliga hjärnan var 1 000 cm³ stor. Under 1994 till 1996 hittades 80 fossil från sex individer, som kan ha tillhört samma art i Atapuerca. Från platsen finns många exempel på att kött har hackats loss från funna människoben, som fått skärmärken från stenverktyg. Detta tyder på att Homo antecessor kan ha varit kannibaler.

## Etymologi
Ordet “antecessor” kommer från latinet och betyder föregångare eller pionjär.

## Fysiologi
Homo antecessor var cirka 1,6-1,8 m lång och en man vägde ungefär 90 kg. Dess hjärnstorlek var ungefär 1 000-1 150 cm³, mindre än de 1 350 cm³ som är medelvärdet för moderna människor. På grund av brist på fossil är mycket lite känt om fysiologin hos Homo antecessor, trots detta är det troligt att den var kraftigare, mer robust än Homo heidelbergensis. Enligt Juan Luis Arsuaga, en av ledarna vid utgrävningarna i Atapuerca (Burgos), kan Homo antecessor ha varit högerhänt, en egenskap där apor normalt är tvåhänta (ambidexter). Detta antagande baseras på tomografiska undersökningar och rekonstruktion av skallen. Arsuaga påstår också att frekvensområdet för hörselsinnet liknar det hos Homo sapiens, vilket får honom att tro att Homo antecessor använde ett symboliskt språk och hade förmågan att tänka logiskt och rationellt.
Baserat på tändernas mönster tror forskarna att Homo antecessor hade samma fysiska utvecklingsstadier som Homo sapiens, fast troligen med en snabbare takt. Andra egenskaper hos arten är ett utbuktande nackben, en låg panna och avsaknad av en markerad haka. Några av fossilen har egenskaper som är nästan oskiljbara från dem hos det 1,5 miljoner år gamla fossilet Turkanapojken, som tillhör Homo ergaster. 

## Fyndorter
De enda kända fossil av Homo antecessor kommer från två platser i  Atapuercabergen i norra Spanien (Gran Dolina och Sima del Elefante).  Området med flera utgrävningsplatser upptäcktes i samband med byggnadsarbeten för en järnväg.

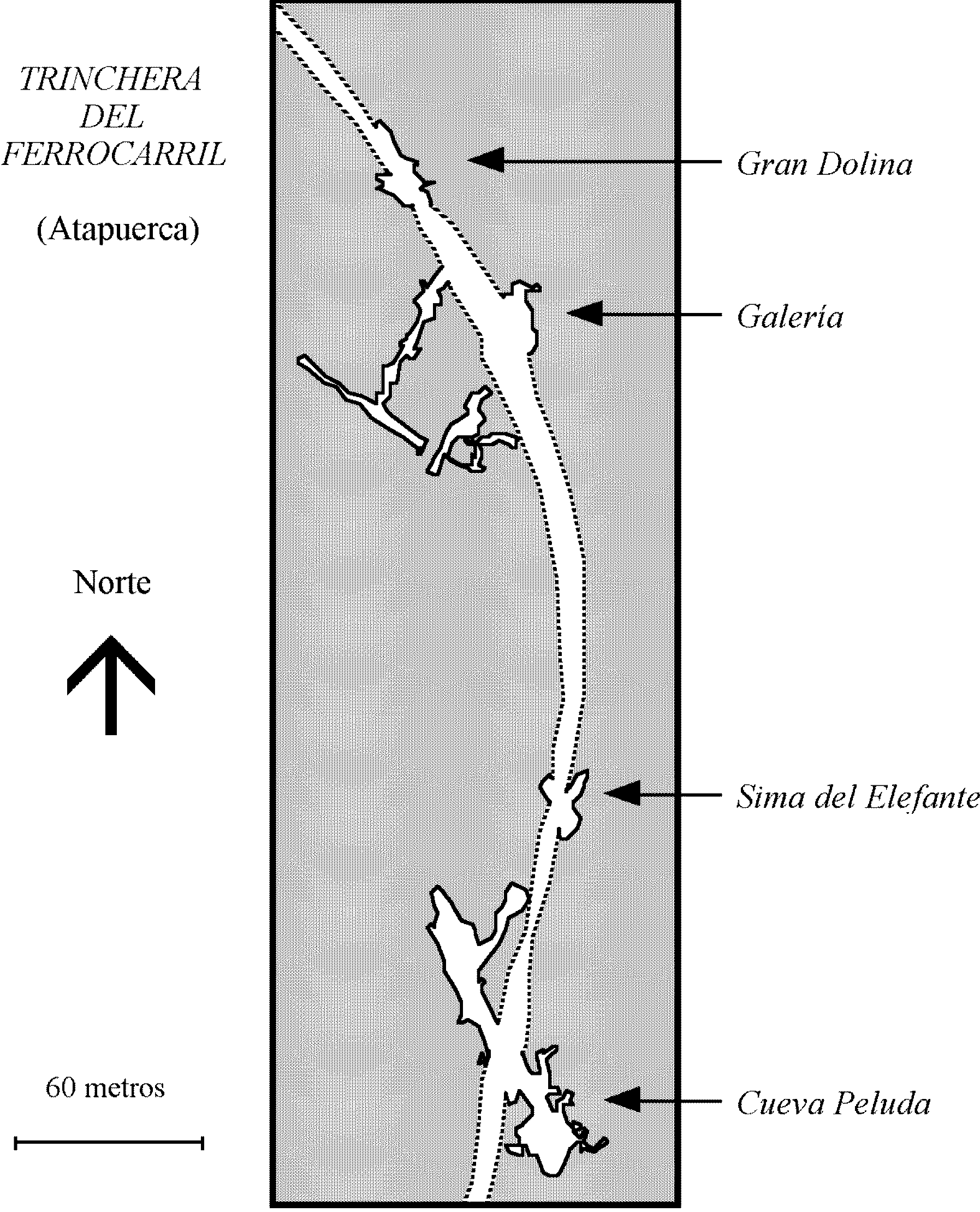
Karta över fyndplatser och järnvägsdragning.

### Gran Dolina
Arkeolog Eudald Carbonell i Roura från Universitat Rovira i Virgili i Tarragona, Spanien och  paleoantropolog Juan Luis Arsuaga Ferreras från  Universidad Complutense de Madrid upptäckte fossil av Homo antecessor i en grotta i Gran Dolina i Atapuercabergen öster om Burgos. Homo antecessor fossilen upptäcktes på nivå 6 (TD6) i utgrävningsplatsen i Gran Dolina. Över 80 benfragment från sex individer grävdes fram 1994 till 1996. På fyndplatsen fanns också cirka 200 stenverktyg och omkring 300 djurben. Stenverktyg inklusive en stenbearbetad kniv hittades tillsammans med människofossil. Alla dessa lämningar daterades till minst 780 000 års ålder. De bäst bevarade fossilen är en överkäke och ett pannben från en individ, som dog 10-11 år gammal. 

### Sima del Elefante
År 2007 meddelade spanska forskare, som arbetade vid utgrävningsplatsen Sima del Elefant, att de hade funnit en molar (oxeltand) daterad till 1,1-1,2 miljoner år gammal. Molaren beskrevs som mycket sliten och kommande från en individ på 20-25 års ålder. Ytterligare fynd offentliggjordes 2008 inkluderande upptäckten av ett fragment av en underkäke, stenflisor och bevis på bearbetning av djurben. 

### Suffolk, England
År 2005 upptäcktes flintverktyg och tänder från vattensorken Mimomys Savini, en art viktig för en datering, i klipporna vid Pakefield nära Lowestoft i Suffolk. Detta tyder på en förekomst av människor i England och denna kan dateras till 700 000 år sedan, möjligen en övergång från Homo antecessor till Homo heidelbergensis.

### Norfolk, England
År 2010 rapporterades det om fynd av stenverktyg i Happisburgh, Norfolk, England. Dessa tros ha använts av Homo antecessor och tyder på att tidiga människor även levt i England för cirka 950 000 år sedan, den tidigast kända befolkningen av släktet Homo i norra Europa. I maj 2013 fann man även efter en storm fossila fotspår på stranden i Happisburgh, vilka vid undersökningar föreföll stöda detta. Spåren förstördes av erosion efter bara några veckor, men hann dokumenteras grundligt. 

## Homo antecessorarttillhörighet

En aktuell uppfattning om den tidsmässiga och geografiska spridningen av Homo populationer. Andra tolkningar skiljer sig främst i taxonomin och geografisk fördelning av Homo arter.

Artens status och evolutionära ställning är oklar och omstridd. Skilda  arkeologer och  antropologer har diskuterat hur Homo antecessor är relaterad till andra  Homo arter i Europa, med förslag på att den var en evolutionär länk mellan Homo ergaster och Homo heidelbergensis Även om Richard Klein anser att den i stället var en egen art som utvecklats från Homo ergaster. Andra anser att Homo antecessor i själva verket är samma art som Homo heidelbergensis, som befolkade Europa från 600 000 till 250 000 år sedan under Pleistocen epoken. 
Klassificeringen av Homo antecessor som en egen art, främst stöttad av spanska paleoantropologer, var ifrågasatt redan från början. Redan 1997 kritiserade den franske paleoantropologen Jean-Jacques Hublin från Centre national de la recherche scientifique (CNRS) i tidskriften Science att den nya arten var grundad på ansiktsben från en ung person och också från ett fragment av en underkäke (arkivnummer ATD6-96) troligen från en ung kvinna. Från perioden mellan 1,8 och 0,8 miljoner år sedan känner man till så få fossil av Homo och då invände andra forskare, exempelvis paleoantropologen Philip Rightmire från State University of New York (SUNY), att en ytterligare uppdelning i arter är inte är lämplig. Dessutom känner man knappast till fossila ansiktsben från unga personer så jämförelser med det funna fossilet av underkäke (ATD6-5) är knappast möjlig.
Ofta hänförs Homo antecessor till arten Homo erectus eller tolkas som tidig Homo heidelbergensis. Även Eudald Carbonell, långvarig utgrävningsledare i Atapuerca erkände exempelvis 2008, att underkäken från Sima del Elefante liknade såväl en yngre Homo heidelbergensis som Homo fossil från Dmanisi i Georgien. Enligt hans hypotes härstammar fossil i Atapuerca från Dmanisi människor, som utbredde sig till Spanien och som för det mesta tillskrivs Homo erectus.